# Die Liebe der Danae
Die Liebe der Danae (en français L'Amour de Danaé) est un opéra « pièce mythologique gaie » (allemand : Heitere Mythologie) de Richard Strauss sur un livret de Joseph Gregor d'après un projet de Hugo von Hofmannsthal. Il est créé à Salzbourg le 14 août 1952 sous la direction de Clemens Krauss.

## Distribution
| Rôle                                                           | Voix                            | Création annulée par Goebbels 16 août 1944 (générale) (chef d'orchestre : Clemens Krauss) | Création 14 août 1952 (chef d'orchestre: Clemens Krauss)               |
| -------------------------------------------------------------- | ------------------------------- | ----------------------------------------------------------------------------------------- | ---------------------------------------------------------------------- |
| Jupiter                                                        | baryton                         | Hans Hotter                                                                               | Paul Schöffler                                                         |
| Merkur (Mercure)                                               | ténor                           | Franz Klarwein                                                                            | Josef Traxel                                                           |
| Pollux, roi d'Éos                                              | ténor                           | Karl Ostertag                                                                             | László Szemere                                                         |
| Danae, sa fille                                                | soprano                         | Viorica Ursuleac                                                                          | Annelies Kupper                                                        |
| Xanthe, sa servante                                            | soprano                         | Irmgard Handler                                                                           | Anny Felbermayer                                                       |
| Midas, roi de Lydie                                            | ténor                           | Horst Taubmann                                                                            | Josef Gostic                                                           |
| Quatre reines : Semele Europa Alcmène Léda                     | soprano mezzo-soprano contralto | Maud Cunitz Stefania Fratnik Maria Cornelius Anka Jelacic                                 | Dorothea Siebert Esther Réthy Georgine von Milinkovic Sieglinde Wagner |
| Quatre rois, neveux de Pollux                                  | 2 ténors, 2 basses              | Josef Trojan-Regar Walter Carnuth Georg Wieter Franz Theo Reuter                          | August Jaresch Erich Majkut Harald Pröglhöf Franz Bierbach             |
| Quatre gardes                                                  | basses                          |                                                                                           |                                                                        |
| créanciers, serviteurs et courtisans de Pollux et Danae, foule |                                 |                                                                                           |                                                                        |

## Argument
Danaé promise au roi Midas a rêvé d'une pluie d'or. Jupiter pour l'approcher a choisi de se faire passer pour Midas. Midas lui, se fait passer pour un de ses amis venu préparer sa venue. Mais Jupiter arrive et Danaé reconnait l'homme apparu dans son rêve.